# Kaspi Bank
Kaspi Bank — казахстанський роздрібний системоутворюючий банк, підпорядковується АТ «Kaspi.kz». Головний офіс розташований в Алматі.

## Власники та керівництво
Станом на 05 лютого 2020 крупним акціонером банку з 94,4 % часткою участі є АТ «Kaspi Group», що належить банківському холдингу АТ «Kaspi.kz». Акціонерами Kaspi.kz є В'ячеслав Кім (24,13%), Михайло Ломтадзе (23,3%), фонд Baring Vostok (30,6%). Також 19,05% належать публічним інвесторам та 2,85% менеджменту.
Голова правління — Михайло Ломтадзе.

## Діяльність
У 2014-2018 Kaspi Bank займав перше місце за обсягом роздрібного позичкового портфеля, а в 2019 спустився на третє.
У 2019 році прибуток Kaspi склав 156,7 млрд тенге, розмір власного капіталу збільшився до 235,1 млрд тенге, а активи банку досягли 2 трлн. 76,0 млрд тенге.
За підсумками 2019 Kaspi потрапив до списку тридцяти найбільших платників податків країни, поповнивши держбюджет на суму 41 млрд тенге.
Крім банківських послуг, діяльність Kaspi Bank включає роздрібні фінансові послуги, електронні платежі та організацію електронних торгових майданчиків. У Казахстані більше двох третин цифрового банківського ринку припадає на Kaspi.kz. 17 листопада 2017 року Kaspi.kz вперше провів акцію «Kaspi Жума», в рамках якої видав споживчі кредити на придбання 250 тисяч товарів на 20 млрд тенге. За час акції позичковий портфель банку зріс на 2 %. У підсумку, в 2017 році Kaspi Магазин забрав на себе 60 % ринку побутової техніки в Казахстані. Kaspi.kz четвертий рік поспіль займає перше місце в ренкінгу найбільших Казахстанських торгових інтернет-майданчиків TOP KZ Retail E-Commerce в 2018—2021 рр..
Експерти в галузі IT-індустрії Казахстану вважають Kaspi.kz прикладом успішної фінансової екосистеми в Казахстані.

### Платежі
У 2019 році було запущено платіжну мережу для наскрізних платежів, відправлення та отримання миттєвих P2P переказів між споживачами та продавцями за допомогою мобільного додатка та технології QR.
За 9 місяців 2020 року через Kaspi.kz було проведено 1,6 млрд платежів на суму 15,2 трлн тенге, з них 19,1 млн було передано до бюджету.
У липні 2020 року Kaspi.kz закріпив право власності на технології та алгоритм випуску платіжних карток з використанням мобільного додатка та картомату, отримавши патент від Національного інституту інтелектуальної власності. У вересні 2020 року зробив відкриту ліцензію на Kaspi Картомат на території Республіки Казахстану. За 2020 рік зростання безготівкових платежів у країні завдяки Kaspi склало 120%.

### Маркетплейс
У 2018-2021 роки Kaspi.kz займає перше місце серед казахстанських торгових інтернет-майданчиків TOP KZ Retail E-Commerce.
У першій половині 2020 року через платформу Kaspi.kz було проведено понад 900 тисяч замовлень на 69 мільярдів тенге.
28 серпня 2020 року компанія придбала інтернет-компанію з продажу авіаквитків Santufei (Kaspi Travel).

### Фінтех
Платформа створена на основі фінансових продуктах казахстанського роздрібного банку — Kaspi Bank.
У 2019-2020 роках Kaspi займала друге місце за обсягом депозитів фізичних осіб (у 2019 році — 1 трлн 451,9 млрд тенге, у 2020 — 1 трлн 507 млрд тенге).
Kaspi розробила процес прийняття кредитних рішень та скорингову модель, яка використовує алгоритми ризику та прогнозні моделі для оцінки кредитного ризику споживачів.
2020 року Kaspi посів перше місце серед банків Казахстану за версією Forbes.
Також у квітні 2020 року рейтингове агентство S&P Global Ratings надало банку рейтинги рівня "ВВ-\В".

### Співпраця з державою
У березні 2020 Kaspi.kz сприяли реалізації програми соціальної підтримки населення у зв'язку із запровадженням надзвичайного стану.
Через програму Kaspi.kz мешканцям Казахстану було зараховано 4,4 мільйона тенге.
У жовтні 2020 Міністерство цифрового розвитку, інновацій та аерокосмічної промисловості Казахстану спільно з Kaspi.kz запустили у мобільному додатку Kaspi.kz сервіс з реєстрації індивідуальних підприємців для віддаленої перевірки документів, ідентифікації підприємця, підтвердження реєстрації.
У січні 2021 Kaspi.kz спільно з Міністерством цифрового розвитку, інновацій та аерокосмічної промисловості Казахстану та Комітетом Адміністративної поліції МВС РК запустили послугу перереєстрації та перевірки автомобіля через мобільний додаток Kaspi.kz.
21 лютого 2020 президент Казахстану Касим-Жомарт Токаєв провів зустріч із головою ради директорів Kaspi.kz В'ячеславом Кімом та головою правління Михайлом Ломтадзе для обговорення стратегії розвитку цифрових сервісів та перспективи розвитку електронної комерції в Казахстані.
26 лютого 2021 президент Казахстану Касим-Жомарт Токаєв провів другу зустріч із засновниками Kaspi.kz В'ячеславом Кімом та Михайлом Ломтадзе, під час якого були окреслені перспективні напрямки спільної діяльності державних органів та Kaspi.kz, у тому числі у питаннях розвитку безготівкових платежів у Казахстані.
У червні 2021  Kaspi.kz спільно з міністерством цифрового розвитку, інновацій та аерокосмічної промисловості РК запустили сервіс для реєстрації відвідувачів у громадських закладах, щоб бізнес продовжував діяльність у період карантинних обмежень.
Статус відвідувачам надається на підставі звірки з інформаційними системами Єдиний інтеграційний портал ПЛР-досліджень та Центр Контролю COVID-19 Міністерства охорони здоров'я РК.

## IPO
9 листопада 2018 року, на щорічній презентації продуктів та сервісів Kaspi.kz, голова правління Михайло Ломтадзе оголосив про плани компанії провести IPO на Лондонській біржі.
У жовтні 2020 року Kaspi.kz провів IPO на Лондонській біржі. Початкова ціна пропозиції була встановлена на рівні $33,75 за одну глобальну депозитарну розписку (GDR), що відповідає ринковій капіталізації компанії $6.5 мільярдів. Це робить Kaspi.kz найдорожчою компанією у Казахстані. За результатами першого дня торгів вартість Kaspi.kz зросла на понад 20 %.

## Історія
1 січня 1991 року у Алма-Аті відкрито міжнародний комерційний банк «Аль Барака Казахстан».
14 квітня 1993 року набрав чинності новий закон «Про банки в Республіці Казахстан». У зв'язку з цим казахстансько-саудівський міжнародний комерційний банк «Аль Барака Казахстан» було перетворено на Спільний акціонерний банк «Міжнародний банк „Аль Барака Казахстан“».
У січні 1997 року, у зв'язку з обов'язковою, згідно із законом Республіки Казахстан, перереєстрацією, «Міжнародний Банк „Аль Барака Казахстан“» перейменований на ЗАТ «Банк Каспійський».
У квітні 1997 року, ЗАТ «Банк Каспійський» та ВАТ «Каздорбанк» уклали угоду про партнерство та співробітництво, внаслідок якої відбулося злиття цих організацій та утворено ВАТ «Банк Каспійський».
15 листопада 2008 року в результаті ребрендингу АТ «Банк Каспійський» змінив назву на АТ «Kaspi Bank». В основу нової назви банку лягла назва Каспійського банку казахською мовою — «Каспій Банкі».
У травні 2009 року Kaspi Bank отримав позику на 45 мільйонів доларів терміном на 5 років від Голландської державної корпорації розвитку підприємництва (FMO). У цьому ж році банк у повному обсязі реалізував програму ФНБ «Самрук-Казина» з рефінансування іпотечних позик. Освоєно 3 мільярди тенге.
16 вересня 2015 року на підставі Постанови Правління Національного Банку Республіки Казахстан № 166 від 16 вересня 2015 року акціонерному товариству Kaspi було видано згоду на набуття статусу банківського холдингу (непрямого) акціонерного товариства Kaspi Bank.
2 квітня 2018 року акціонерне товариство «Kaspi» було перейменовано на Акціонерне товариство Kaspi.kz, головою правління якого призначено Михайла Ломтадзе.
17 вересня 2019 року Kaspi.kz вийшов на ринок Азербайджану, запустивши онлайн-сервіси з розміщення та публікації приватних оголошень про продаж та купівлю автомобілів (Turbo.az), нерухомості (Bina.az), товарів та послуг (Tap.az).
У квітні 2020 року рейтингове агентство S&P Global Ratings високо оцінило стратегію Kaspi.kz і надало банку один з найвищих рейтингів у Казахстані за рахунок сильних ринкових позицій та показників ліквідності, а також розвиненої системи ризик-менеджменту.

## Досягнення
У грудні 2019 року Kaspi.kz увійшов до списку 35 національних ІТ-чемпіонів і потрапив до топ-7 компаній у сфері «Електронна комерція та фінанси», згідно з рейтингом проведеним Міністерством цифрового розвитку, інновацій та аерокосмічної промисловості Республіки Казахстан.
У 2019 році Kaspi.kz був визнаний «Найкращим e-commerce проєктом» та «Найкращим мобільним додатком» на QAZNET 25 YEARS FORUM.
У 2020 сайт Kaspi.kz був визнаний одним із найбезпечніших вебресурсів серед банків Казахстану.
У 2020 фінансово-економічний журнал Forbes опублікував рейтинг банків Казахстану, в якому Kaspi посів лідируючу позицію. На думку видання банк став найефективнішим щодо використання своїх активів та власного капіталу. Кількість користувачів мобільного додатку зросла до 7 мільйонів. За перше півріччя 2020 року через платформу Kaspi.kz жителі 54 міст Казахстану зробили понад 900 тисяч замовлень на суму 69 мільярдів тенге.
22 вересня 2021 на щорічному саміті Kazakhstan Growth Forum, Kaspi.kz отримав звання Трансформатора року за створення нового клієнтського досвіду, а успішне IPO на Лондонській фондовій біржі було визнано «Кращою угодою року».

## Фінансові показники
Чистий прибуток компанії за 2020 збільшився на 33,6%, до 263,348 млрд тенге. Доходи Kaspi.kz у 2020 році, зокрема скориговані, склали 641,437 млрд тенге, що на 24,8% більше доходів та на 25,5% — скоригованих доходів у 2019 році. Скориговані витрати, пов'язані з отриманням виторгу, зросли на 14,2%, до 198,916 млрд тенге, витрати — на 14,4%, до 199,313 млрд тенге. Скориговані операційні доходи збільшились на 41,8% і склали 329,339 млрд тенге, операційні доходи — на 32,9%, до 317,824 млрд тенге.

## Критика
Російська філія журналу Forbes опублікувала статтю, де вказується зв'язок між власниками Kaspi Bank та наближеними до Назарбаєва.

## В Україні
Kaspi Pay, дочірня компанія Kaspi.kz, 8 жовтня 2021 завершила угоду щодо придбання платіжної компанії Portmone.
У 2022 планується завершити купівлю українського БТА банку.